# Nyugat (folyóirat)
A Nyugat a 20. századi magyar irodalom meghatározó folyóirata 1908. január 1. és 1941. augusztus 1. között jelent meg Budapesten. Az első számot már 1907 karácsonyán elkezdték árulni (újévi dátumozása ellenére).   Havonta két száma jelent meg, de gyakran jelentek meg összevont számai is; ára 1 korona volt. Címlapján Beck Ö. Fülöp Mikes-emlékérme látható. Nagyjából az évtizedekhez köthetően három nagy nemzedéket tartanak számon, bár vannak, akik négy csoportra osztják az íróit.[forrás?]
A folyóirat Babits Mihály főszerkesztő halálával és a nevére szóló kiadói jogokkal szűnt meg. 

## Hatása

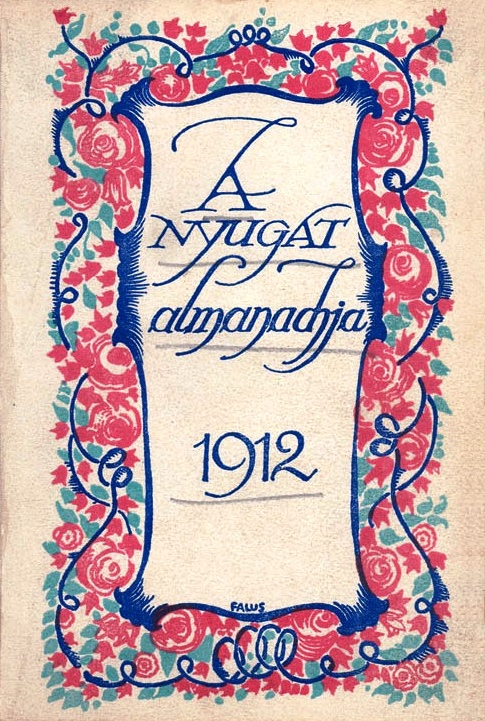
A Nyugat almanachja, 1912 (borító)

Nagy hatású lap volt, annak ellenére, hogy alacsony (eleinte pár százas, később pár ezres) példányszámban jelent meg. Az eredeti kiadásból a teljes sorozat csak néhány helyen található meg, de 2000 óta digitalizálva hozzáférhető mindenki számára.
Célja a magyar irodalom nyugati szintre emelése volt, így szembefordult a félfeudális ország epigonizmusba süllyedt irodalmával. A 19. század végi új stílusirányzatokat ugyanúgy segítette az érvényesülésben, mint a nyugati modern irodalom legfrissebb törekvéseit. Nem volt egységes világnézeti arculata, inkább a „közös ellenség” fogta egybe a lapot. Óriási ellenállásba ütközött konzervatív részről (nemzeti veszedelmet láttak benne), de neves képviselői meg tudták védeni; még az első világháborút is túlélte.
Az avantgárd mozgalmaktól azonban igyekezett távol tartani magát; ezt Kassák Lajos A Tett (1915–16) és a Ma (1916–25) című lapjai képviselték.

## Története

### Megalapítása

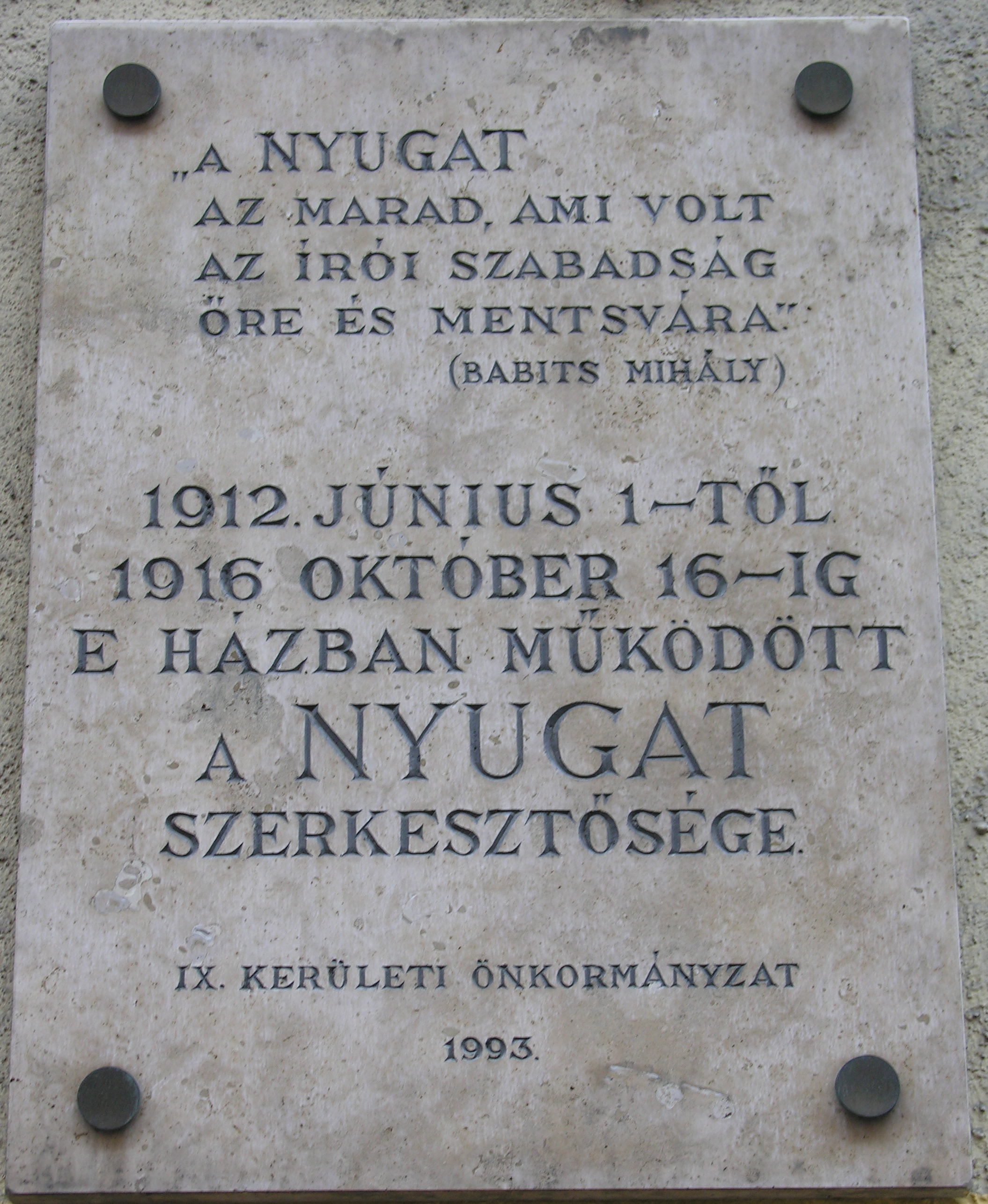
A Nyugat szerkesztőségének emléktáblája a Lónyay utca 18/b szám alatt

A Nyugatról sokan azt gondolják, hogy előzmények nélkül jött létre és emelte újra a magyar irodalmat világirodalmi szintre. Pedig a századforduló igen gazdag kulturális élettel büszkélkedhetett. A népnemzeti iskola törekvései nem voltak egyeduralkodóak, Vajda János és Reviczky Gyula költészete Ady szimbolizmusa felé mutat. Ady 1906-os kötete, az Új versek nagy visszhangot váltott ki, s hamarosan (1908) kiadták Nagyváradon A Holnap című antológiát is. Ezek közvetlen előzményei voltak a Nyugatnak.
Az alapításról Fenyő Miksa ezt írja később: „A Nyugat nem légüres térben jött létre, – vagyis aki meg akarja írni történetét, az nem kezdheti azzal, hogy ekkor és ekkor összeült a Royal-kávéházban Osvát Ernő Fenyő Miksával, és a második »fekete-pohárnál« – Osvátnál nyilván a harmadiknál, elhatározták, hogy folyóiratot alapítanak. Nem. A történetírónak messzebbre kell visszanyúlnia, s képet írni azokról a múlt század végén, a század elején megvolt politikai, kulturális és szociális viszonyokról, melyek determinálták a Nyugat létrejöttét, – még ha ez a kép nem is rajzolódott ki teljes világossággal a Nyugat alapítói előtt.”
Az új lapnak megnyerték Osvát Ernőt, Ignotust, Schöpflin Aladárt, Fenyő Miksát, Ambrus Zoltánt és később Hatvany Lajost, akik már korábban is elismert szerkesztők, kritikusok, műértők voltak. Az anyagiakat Hatvany biztosította – nem utolsósorban a Gyáriparosok Országos Szövetsége (GYOSZ) mecenatúrája révén. 
Az induló program Ady magyarsága, Osvát minőségkultusza és Ignotus alkotói szabadságfogalma körül mozgott. A szerkesztők táborához csatlakozott Kaffka Margit, Csáth Géza, Cholnoky Viktor, Gellért Oszkár már a kezdetektől, februárban Juhász Gyula, márciusban Kosztolányi Dezső, Balázs Béla, Szép Ernő, Babits Mihály novemberben, Tóth Árpád pedig decemberben. Ők alkotják az első nemzedéket, kiegészítve Móricz Zsigmonddal, az első felfedezettel.
A folyóirat történetében négy nagyobb korszakot lehet megkülönböztetni. Az első az I. világháború kezdetéig tartott, a második a Tanácsköztársaság bukásáig, a harmadik a 20-as éveket foglalja magába, a negyediket pedig a 30-as évekhez lehet kötni.

### A háború előtt

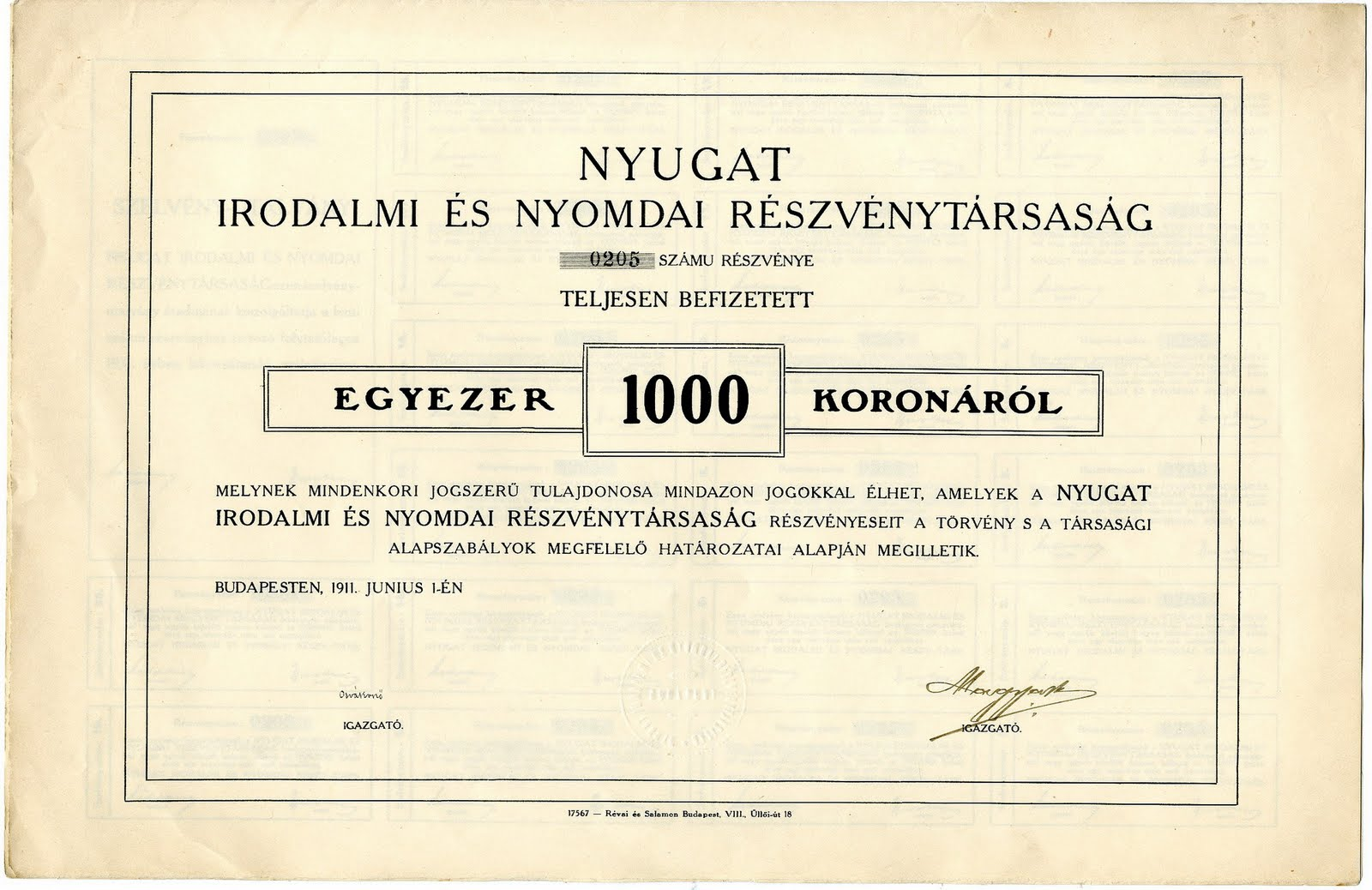
A Nyugat Irodalmi és Nyomdai Részvénytársaság részvénye 1911-ben

Juhász Gyula depresszív versei domináltak, amelyek magánéleti gondjai miatt íródtak. A folyóiratban továbbá nagy szerepet kaptak Ady Endre szimbolista versei is. Ő volt a folyóirat jelképes szerzője, a közvélemény azonban sokat bírálta a költőt azzal a váddal, hogy versei érthetetlenek, mivel az új stílusirányzat, a szimbolizmus a 20. század elején még nagyon szokatlannak számított. 

### …és a háború alatt
A Nyugat alkotói az I. világháború alatt a kezdetektől a humánum védelmében álltak. 1915-re már az egész ország előtt feltárult a valóság, s a külső elvárás is az volt, hogy a Nyugat egységbe kovácsolódjék. Csak ekkor vált igazán táborrá a folyóirat.
Háborúellenes esszék és versek jelentek meg elsősorban, mint Babits Húsvét előtt című költeménye és 1918 őszén Kant-tanulmánya a világbéke jegyében. Ezután tört ki az őszirózsás forradalom is. 1919 januárjában meghalt Ady, megrendítve ezzel a közönséget és a szerkesztőséget is. Móricz Zsigmond búcsúztatta el. A Tanácsköztársaság idején a megszűnés veszélye fenyegette a Nyugatot a kommunisták szemében, demokratizmusa miatt. A Tanácsköztársaság bukása utáni első számon a román katonai diktatúra cenzúrája látható.
A Nyugat 1919 novemberében indult újra.

### Az 1920-as években
Az 1920-as években a folyóirat szellemisége nagyjából egységesnek mondható. Osvát 1919-ben lemondott a szerkesztőségről, helyébe Babits lépett. Ignotus még a Károlyi Mihály-kormány idején Svájcba utazott, de továbbra is nevét adta a laphoz (egészen Osvát 1929-es haláláig). A legfőbb hagyománynak Adyé bizonyult. Ady költészete a ’20-as évek végére egyszerre „közérthetővé” vált, így érthető, hogy mikor Kosztolányi a régi sérelmekért egy röpirattal „bosszút állt”, a Nyugat egységesen lépett fel ellene.
Az 1920-as években indult a második nemzedék, Szabó Lőrinc, Zelk Zoltán, Tamási Áron, Gelléri Andor Endre.
Különös figyelmet fordítottak az Erdélyben rekedt költők, írók felfedezésére, a prózában pedig olyan kísérleteknek adtak teret, mint Gelléri tündéri realizmusa.
1929-ben azonban bekövetkezett a gazdasági világválság. Ugyanebben az évben Osvát öngyilkos lett. A lapot Móricz mentette meg a megszűnéstől: vállalta, hogy az 1931-ig terjedő adósságokat kifizeti, ha szerkesztői rangot kap. Babits 1929-ben a Baumgarten-díj kurátorságát kapta meg, ő is ezzel az igénnyel kívánt élni. Ketten lettek tehát szerkesztők, de nem mindenben értettek egyet. Kettejük között rengeteg huzavona támadt; a november 16-i szám emiatt nem jelent meg. Abban állapodtak meg, hogy Babits fennhatósága alá a vers és a kritika tartozik, Móricz alá a próza.

### Az 1930-as években
Az 1930-as évek elején a példányszám ismét jelentősen visszaesett, 1933-ban a csőd már Móricz családját is fenyegette. Móricz elhagyta a lapot, s Babitsnak olyan irodalomszervezői szerep jutott, mint egykor Kazinczynak vagy Vörösmartynak.
A folyóirat gazdasági ügyeit hosszú ideig Gellért Hugó intézte. Az energiáit jelentősen felemésztő feladat mellett kiemelkedőt alkotott orosz művek fordítójaként is.
Szerkesztőként Gellért Oszkár neve is feltűnt, az ő szerepe azonban nem volt ilyen jelentős. Babits neve egybeforrt a Nyugattal. A széppróza ebben az évtizedben mindinkább háttérbe szorult: Babits és Kosztolányi is felhagyott a regényekkel való kísérletezéssel, 1933-ban pedig meghalt Krúdy. Rengeteg polémia, ankét és vers jelent meg. A fellépő harmadik nemzedék is javarészt költőkből áll: Weöres Sándor, Jékely Zoltán, Vas István.
1935-ben a kéthetente megjelenő lapból végleg havi folyóirat lett. 1941-ben Magyarország belépett a háborúba, Babits meghalt. Mivel a megjelenési engedély kizárólag az ő nevére szólt, a Nyugat megszűnt.
A Nyugat utódja a Magyar Csillag (1941. október 1. – 1944. április 1.) című folyóirat, amelyet Illyés Gyula Schöpflin Aladárral szerkesztett.

## A Nyugat nemzedékei
| Név               | Megjegyzés       |
| ----------------- | ---------------- |
| Osvát Ernő        | szerkesztő       |
| Ignotus           | főszerkesztő     |
| Schöpflin Aladár  | író/szerkesztő   |
| Fenyő Miksa       | szerkesztő       |
| Hatvany Lajos     | író              |
| Ady Endre         | költő/szerkesztő |
| Móricz Zsigmond   | író              |
| Kaffka Margit     | költő/író        |
| Csáth Géza        | író              |
| Cholnoky Viktor   | író              |
| Gellért Oszkár    | író/szerkesztő   |
| Juhász Gyula      | költő            |
| Kosztolányi Dezső | költő/író        |
| Karinthy Frigyes  | író              |
| Balázs Béla       | költő/író        |
| Szép Ernő         | költő/író        |
| Babits Mihály     | költő/író        |
| Tóth Árpád        | költő            |
| Krúdy Gyula       | író              |

| Név                 | Megjegyzés           |
| ------------------- | -------------------- |
| Babits Mihály       | főszerkesztő         |
| Móricz Zsigmond     | főszerkesztő         |
| Szabó Lőrinc        | költő                |
| József Attila       | költő                |
| Zelk Zoltán         | költő                |
| Tamási Áron         | író                  |
| Illyés Gyula        | költő/író/szerkesztő |
| Gelléri Andor Endre | író                  |
| Szerb Antal         | író                  |

| Név            | Megjegyzés   |
| -------------- | ------------ |
| Babits Mihály  | főszerkesztő |
| Weöres Sándor  | író/költő    |
| Jékely Zoltán  | író/költő    |
| Vas István     | költő/író    |
| Kádár Erzsébet | író          |
| Radnóti Miklós | költő        |
| Ottlik Géza    | író          |

## Jelentősége
Meghatározta korának értékrendjét, és a magyar irodalmat a nyugat-európai irodalom szintjére emelte.

## 100 éves a Nyugat

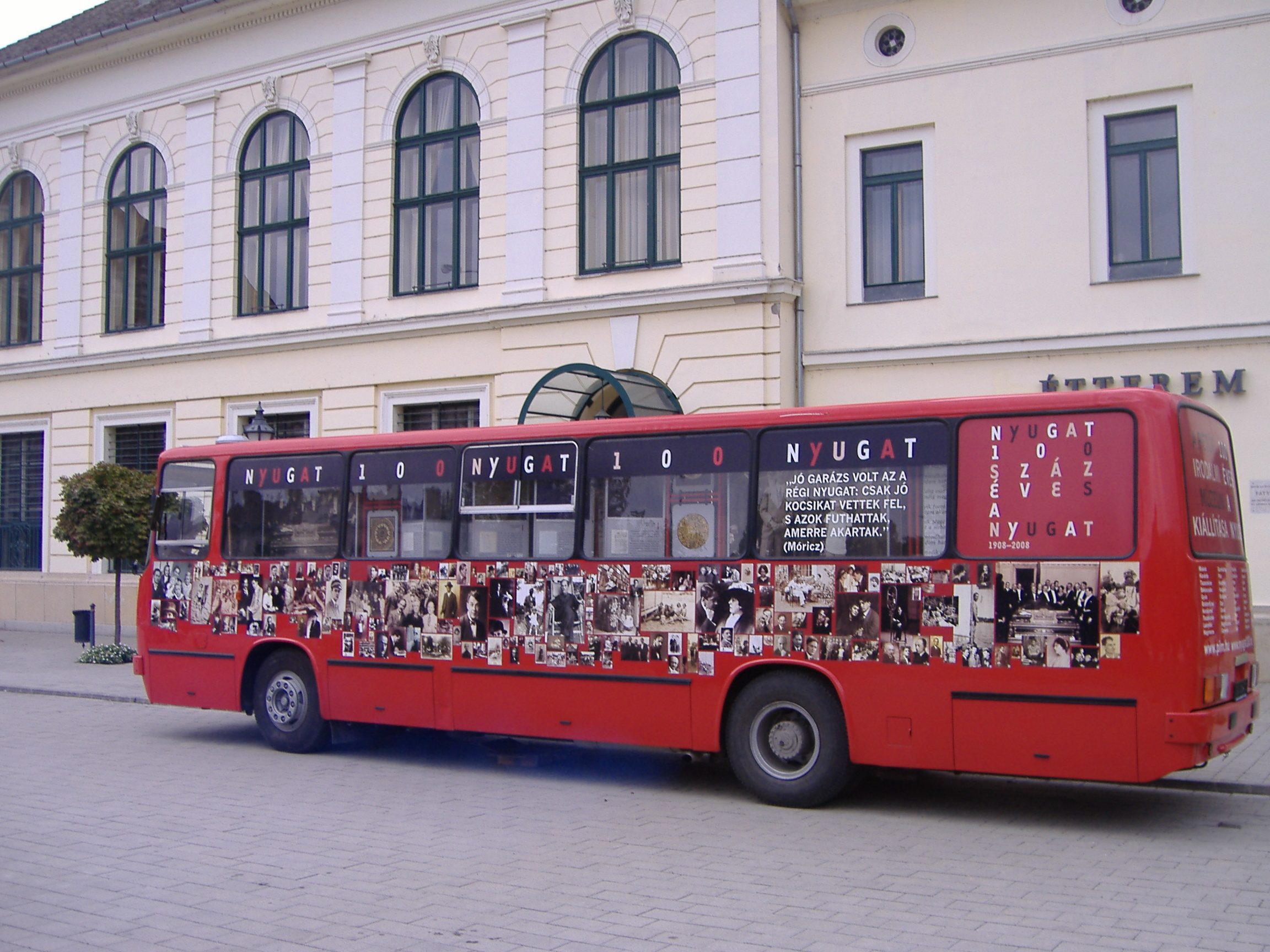
A „Nyugat 100” busz Makón, a Korona Szálló előtt (2008)

2008-ban volt a folyóirat megindulásának századik évfordulója, melynek kapcsán több rendezvénysorozat, honlap stb. indult el. Ezek közül a Petőfi Irodalmi Múzeum által indított „Nyugat 100” busz volt a legnépszerűbb, mely városról városra haladva (a szomszéd országokat is beleértve) ismertette meg a „nyugati arcokkal” a lelkes közönséget.